# 昇龍皇城

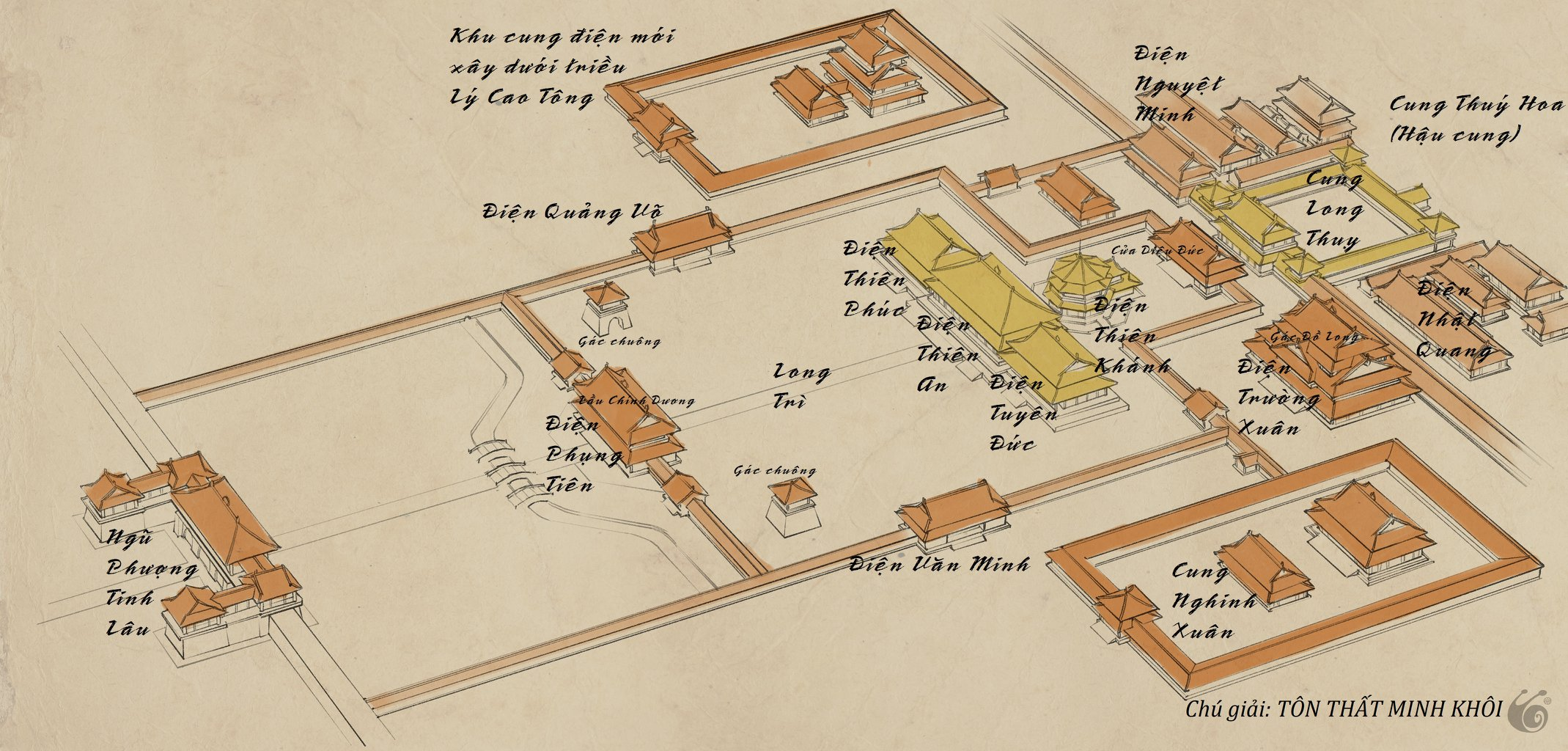
李朝時期的昇龍皇城主要宮殿建築復原圖

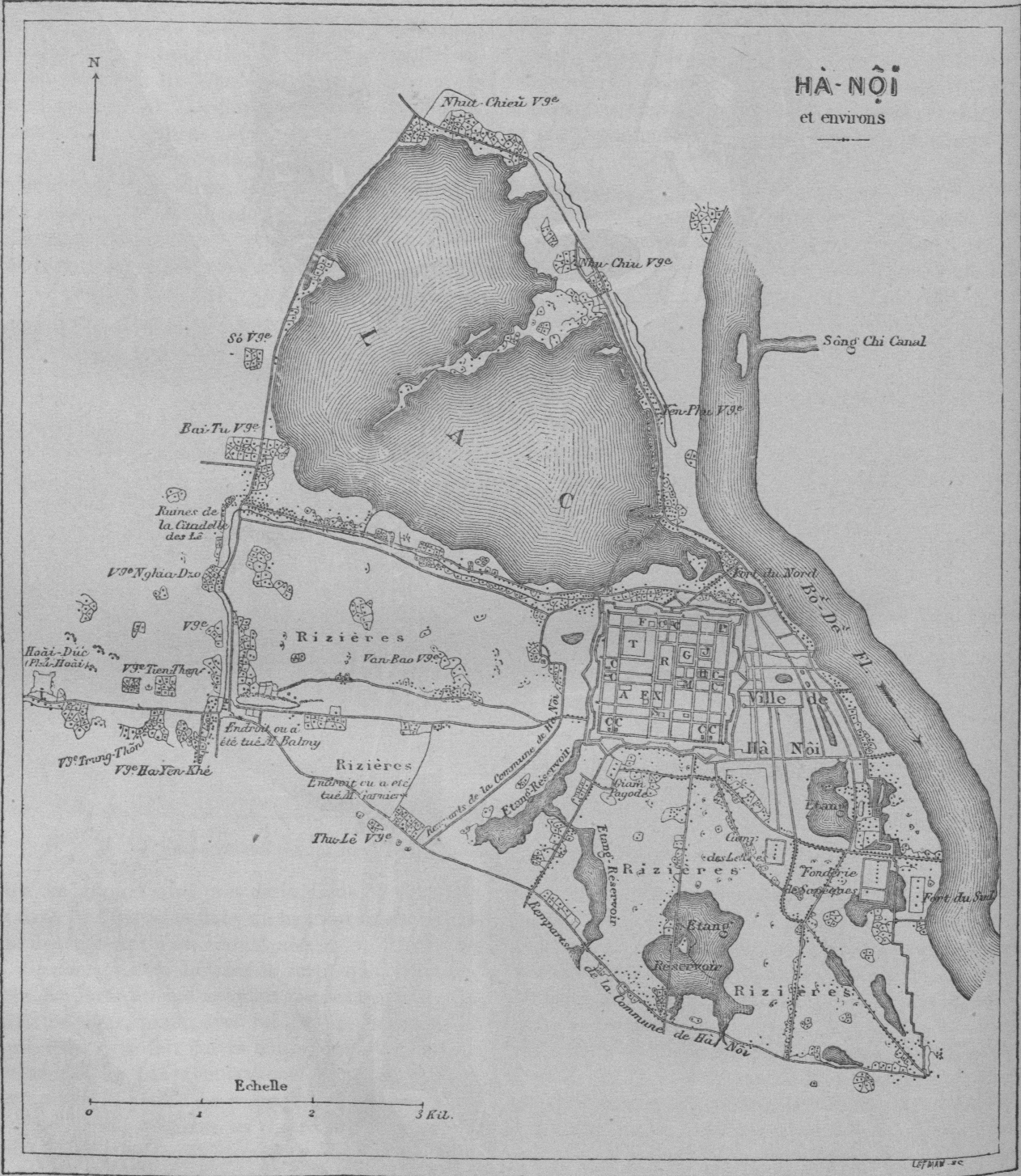
1873年的皇城和河內地圖可以看到可辨別的四邊形輪廓

昇龍皇城（越南语：／）是位于越南河內市的皇城，在部分華語地區又被稱為河內故宮。许多越南的朝代（李朝、陳朝、後黎朝）在这里建立了自己的首都。皇城是由李朝建成的文化建築群，然後由陳朝、後黎朝和最後阮朝進行不同程度擴建。遺址與今天的河內皇城大致相吻合。
皇宮和昇城的大部分結構在19世紀末由於法國征服河內的動亂而處於不同的保存狀態。在二十世紀，許多剩餘的結構相繼被拆毀。直至二十一世紀，開始系統地挖掘了昇龍皇城的被毀壞的地基。
2010年7月31日，在巴西舉行的聯合國教科文組織世界遺產會議中將昇龍皇城中央部分錄入世界遺產。

## 文物
2008年，當皇城的遺址被發現在前巴亭會堂的遺址上，從而為建立新的議會大廈鋪路。出土的各種考古遺物被帶到國家博物館展出。到目前為止，昇龍皇城的一小部分已被挖掘出來。

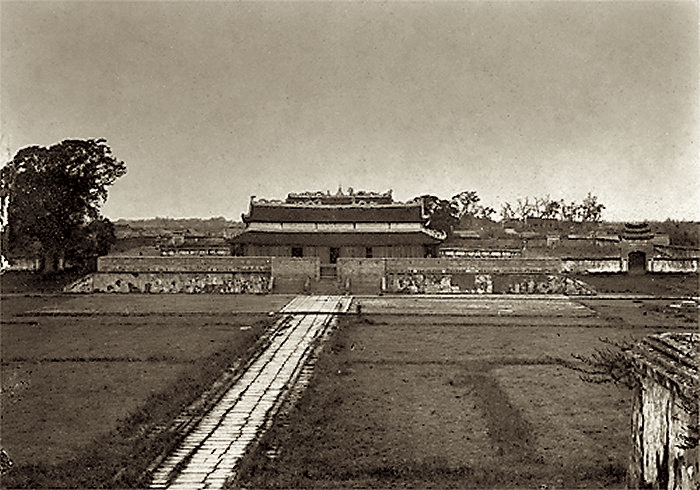
敬天殿是皇城的中心。在19世纪末被法國人拆毀

### 河內旗台
與皇城相關的建築結構是河內旗台（越南语：／）。塔高33.4米（連旗桿高41米），它被頻繁地用作城市的象徵。旗台在1812年由阮朝建成。與河內許多其他建築不同，該塔在都被法國殖民時期（1885年至1954年）倖存了下來，並被用作軍事哨所。

### 北門

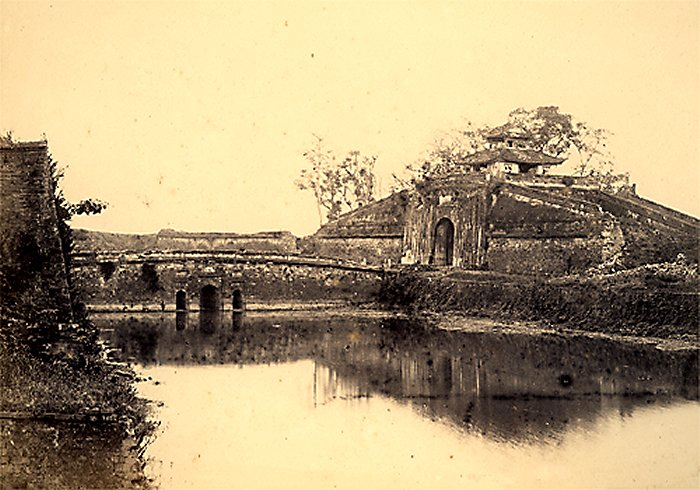
北門與護城河的全景圖
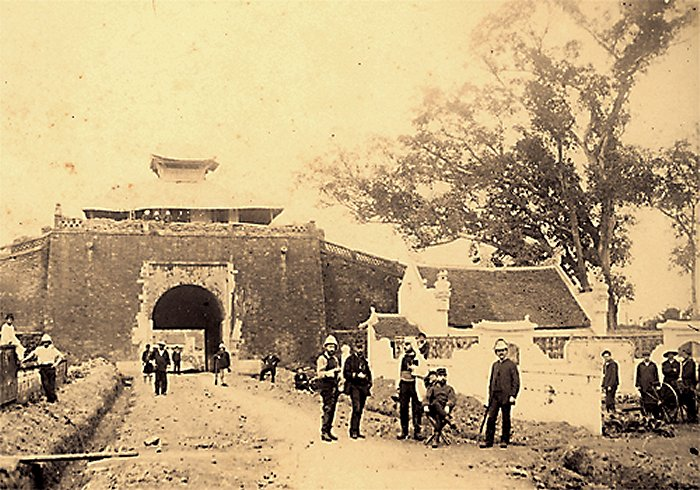
在皇城內看城門背面
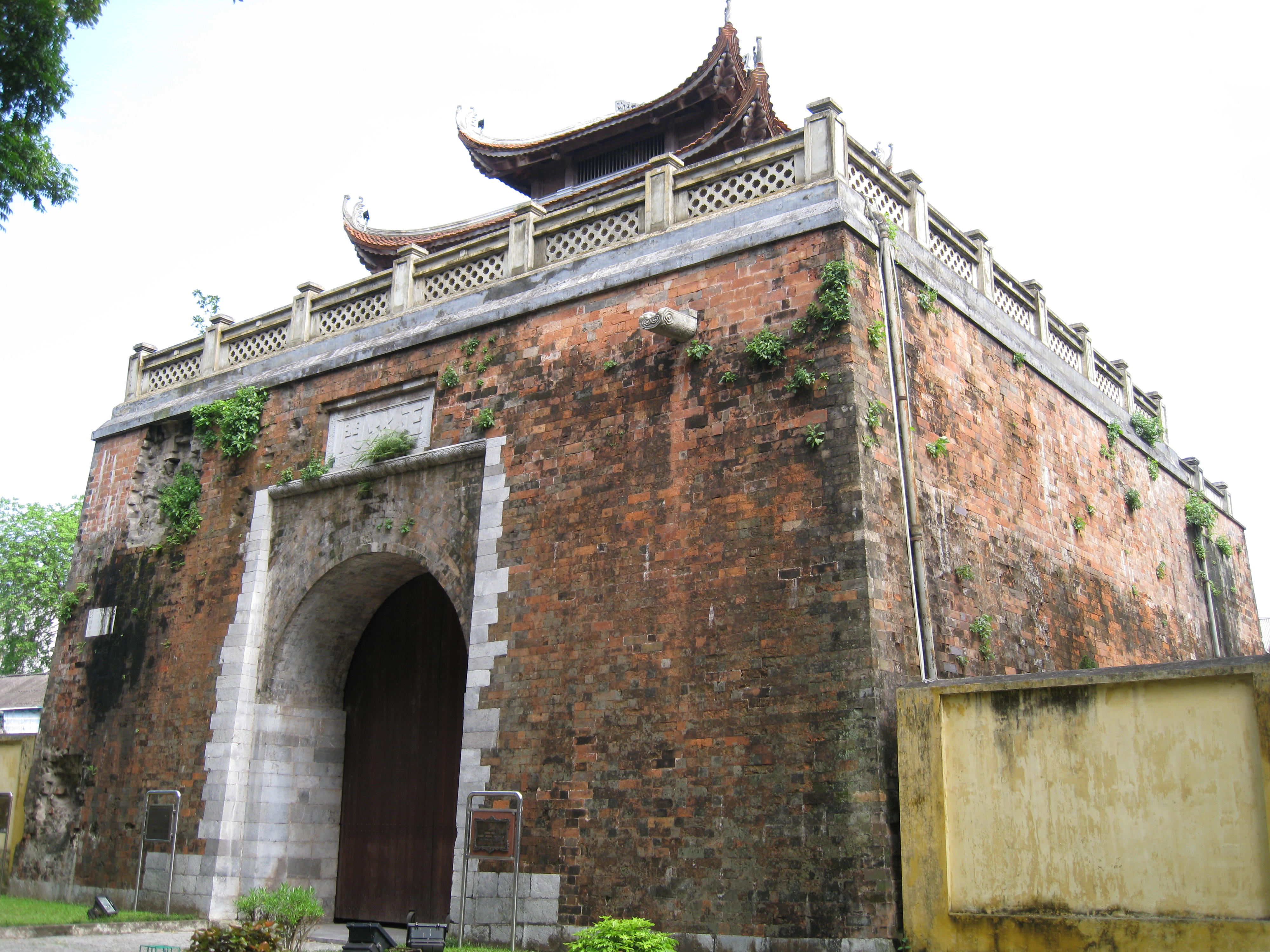
2009年的北門

### D67隧道和房屋
D67房屋和隧道位於敬天殿的北面。此前，這是越南人民軍在1954年至1975年期間因應戰爭而設總部。如要參觀這個歷史遺跡，遊客需要購買₫70,000越南盾的入場券。學生和老年人只需支付₫15000越南盾。D67房屋建於1967年，擁有現代建築風格，60厘米牆體和良好的隔音系統。在這個地方，展覽出越南政治局和中央軍委、國防部和總參謀部用來對抗美國的抗戰工具。

## 登录基准
该世界遗产被认为满足世界遺產登錄基準中的以下基準而予以登錄：
- （ii）在某期间或某种文化圈里对建筑、技术、纪念性艺术、城镇规划、景观设计之发展有巨大影响，促进人类价值的交流。
- （iii）呈现有关现存或者已经消失的文化传统、文明的独特或稀有之证据。
- （vi）具有显著普遍价值的事件、活的传统、理念、信仰、艺术及文学作品，有直接或实质的连结（世界遗产委员会认为该基准应最好与其他基准共同使用）。